# Androprosopa larvata
Androprosopa larvata är en tvåvingeart som först beskrevs av Josef Mik 1888.  Androprosopa larvata ingår i släktet Androprosopa, och familjen mätarmyggor. Inga underarter finns listade i Catalogue of Life.